# 李載潤
李載潤（이재윤）是朝鮮王朝後期的武官。本貫全州，名載潤，字致德。是德興大院君12世孫。

## 經歷
1858年12月19日武科及第，1860年授予水原監牧官。1866年(高宗3年)通政大夫加資，副護軍任命。1867年(高宗4年) 昇進五衛將, 同年11月13日任為分五衛將，同年11月23日分五衛將依定式減下。
1868年(高宗5年) 任命為五衛將。1889年(高宗26年) 任命為副護軍，1892年(高宗29年) 前五衛將提昇為監官，同年10月20日被任為碧潼郡守。
1902年(光武6年) 任臨時混成旅步兵第一聯隊第一大隊部任小隊長, 同年8月19日兒馬1匹賜給, 同年11月9日豹皮1令賜給。
1903年(光武7年) 兒馬1匹賜給，同年5月3日陸軍步兵副尉李載潤補鎭衛第二聯隊第三大隊附，同年11月16日國葬都監別看役任命。
1904年(光武8年) 鎭衛第六聯隊第二大隊附陸軍步兵副尉任命。
1905年(光武9年) 休職退役。1906年(光武10年)加封為嘉善大夫。1907年奉旨，以武官中皇族以外且現無補職人員，帶有將領尉官職名銜的鈞解除，其陸軍副尉名銜解除。

## 家族
李載潤是德興大院君12世孫，宗室凝川君李潡的第九世孫，忠貞公李弘述的第七世孫。縣監李秉植的孫子，李燽的兒子。
祖父 : 李秉植
父親 : 李燽
妻子 : 貞夫人 南陽洪氏（1858年-1923年）， 其父為南陽人洪鍾泰縣令。